# Бели зечеви
Бели зечеви је југословенски филм из 1970. године. Режирао га је Александар Ђорђевић, а сценарио је писао Мирјана Стефановић.

## Улоге
| Глумац           | Улога |
| ---------------- | ----- |
| Драгомир Бојанић |       |
| Милутин Бутковић |       |
| Ружица Сокић     |       |